# Pence, Wisconsin
Pence là một thị trấn thuộc quận Iron, tiểu bang Wisconsin, Hoa Kỳ. Năm 2010, dân số của thị trấn này là 161 người.